# Puerto Diablo
Puerto Diablo es un barrio ubicado en el isla-municipio de Vieques en el estado libre asociado de Puerto Rico. En el Censo de 2010 tenía una población de 1896 habitantes y una densidad poblacional de 27,35 personas por km².

## Geografía
Puerto Diablo se encuentra ubicado en las coordenadas 18°8′44″N 65°21′24″O / 18.14556, -65.35667. Según la Oficina del Censo de los Estados Unidos, Puerto Diablo tiene una superficie total de 69.33 km², de la cual 44.63 km² corresponden a tierra firme y (35.62%) 24.7 km² es agua.

## Demografía
Según el censo de 2010, había 1896 personas residiendo en Puerto Diablo. La densidad de población era de 27,35 hab./km². De los 1896 habitantes, Puerto Diablo estaba compuesto por el 51.95% blancos, el 29.96% eran afroamericanos, el 0.58% eran amerindios, el 10.07% eran de otras razas y el 7.44% pertenecían a dos o más razas. Del total de la población el 93.14% eran hispanos o latinos de cualquier raza.